# Seljani (Konjic)
Pour les articles homonymes, voir Seljani.
Seljani (en cyrillique : Сељани) est un village de Bosnie-Herzégovine. Il est situé dans la municipalité de Konjic, dans le canton d'Herzégovine-Neretva et dans la fédération de Bosnie-et-Herzégovine. Selon les premiers résultats du recensement bosnien de 2013, il compte 152 habitants.
Depuis la guerre de Bosnie-Herzégovine, un autre village nommé Seljani, qui était rattaché à la municipalité de Nevesinje, est en partie situé dans la municipalité.

## Géographie
Seljani est situé sur la rive droite de la Neretva.

## Démographie

### Évolution historique de la population
| 1948 | 1953 | 1961 | 1971 | 1981 | 1991 | 2013 |
| ---- | ---- | ---- | ---- | ---- | ---- | ---- |
| -    | -    | 94   | 82   | 135  | 160  | 152  |

|  |